# Purísima del Rucio
Purísima del Rucio är en ort i Mexiko.   Den ligger i kommunen Villa Hidalgo och delstaten Zacatecas, i den centrala delen av landet, 400 km nordväst om huvudstaden Mexico City. Purísima del Rucio ligger 2 116 meter över havet och antalet invånare är 470.
Terrängen runt Purísima del Rucio är platt åt sydväst, men åt nordost är den kuperad. Runt Purísima del Rucio är det ganska glesbefolkat, med 45 invånare per kvadratkilometer. Närmaste större samhälle är Villa González Ortega, 15,9 km nordväst om Purísima del Rucio. Omgivningarna runt Purísima del Rucio är i huvudsak ett öppet busklandskap.